# 075 (prefisso)
075 è il prefisso telefonico del distretto di Perugia, appartenente al compartimento omonimo.
Il distretto comprende la parte nord-occidentale della provincia di Perugia ed il comune di San Venanzo (TR). Confina con i distretti di Urbino (0722) e di Pesaro (0721) a nord, di Fabriano (0732), di Foligno (0742) e di Spoleto (0743) a est, di Terni (0744) e di Orvieto (0763) a sud, di Chianciano Terme (0578) e di Arezzo (0575) a ovest.

## Aree locali e comuni
Il distretto di Perugia comprende 36 comuni suddivisi nelle 7 aree locali di Assisi, Città di Castello, Gubbio (ex settori di Gualdo Tadino, Gubbio e Umbertide), Magione (ex settori di Castiglione del Lago, Magione e Panicale), Marsciano (ex settori di Marsciano e Torgiano), Perugia e Todi. I comuni compresi nel distretto sono: Assisi, Bastia Umbra, Bettona, Castiglione del Lago, Citerna, Città di Castello, Collazzone, Corciano, Costacciaro, Deruta, Fossato di Vico, Fratta Todina, Gualdo Tadino, Gubbio, Lisciano Niccone, Magione, Marsciano, Massa Martana, Monte Castello di Vibio, Monte Santa Maria Tiberina, Montone, Paciano, Panicale, Passignano sul Trasimeno, Perugia, Piegaro, Pietralunga, San Giustino, San Venanzo (TR), Scheggia e Pascelupo, Sigillo, Todi, Torgiano, Tuoro sul Trasimeno, Umbertide e Valfabbrica .